# AF Andromedae
AF Andromedae är en ensam stjärna belägen i den mellersta delen av stjärnbilden Andromeda. Den har en skenbar magnitud av ca 17,3 och kräver ett kraftfullt teleskop för att kunna observeras. Baserat på parallax enligt Gaia Data Release 2 på ca 0,103 mas beräknas den befinna sig på ett avstånd av ca 2 500 600 ljusår (ca 780 000 parsec) från solen. Den rör sig närmare solen med en heliocentrisk radialhastighet av ca -152 km/s. Den är en lysande blå variabel (LBV) och en av de mest ljusstarka variabla stjärnorna i M31, Andromedagalaxen.

## Observation

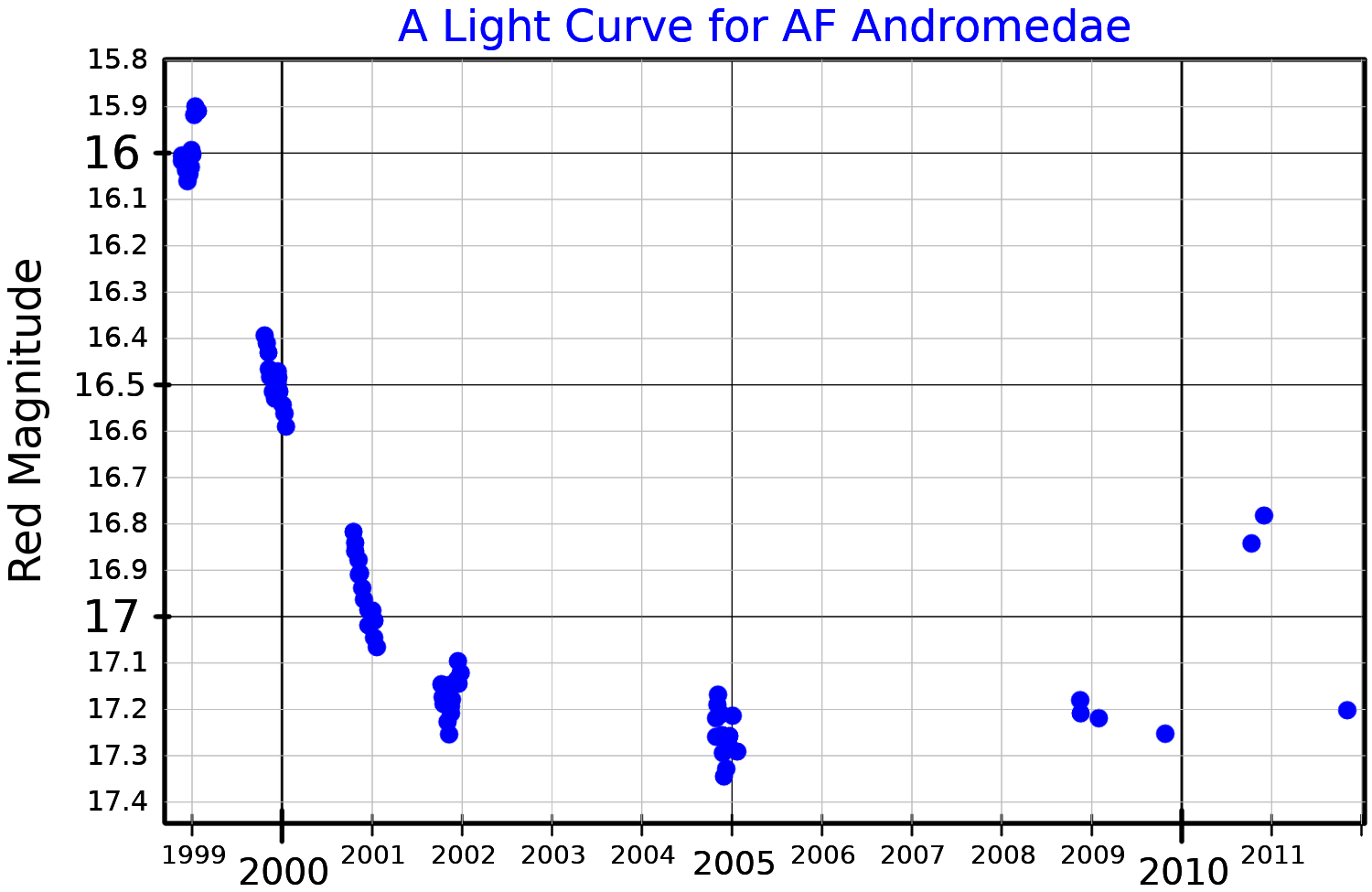
Ljuskurva i visuella bandet för AF Andromedae, anpassad efter Joshi et. al.

AE Andromedae upptäcktes 1927 vid Harvard College Observatory vara variabel, med ett fotografiskt magnitudintervall på 15,3-16,5 och betecknades HV 4013. Den ansågs vara den ljusaste variabla stjärnan i M31. Två år senare fick den variabelbeteckningen AF Andromedae. Mellan 1917 och 1953 upptäcktes fem eller sex större utbrott och två eller tre mindre. Fler utbrott observerades 1970–74, 1987–92, 1998–2001, och 2017.
AE Andromedae kallades ofta Var 19, efter dess nummer i en Hubble-lista över variabla stjärnor i M31 och M33. Den identifierades som en av de fem Hubble-Sandage-variablerna: Var A, Var B, Var C och Var 2 i M33, och Var 19 i M31. Baserat på färg-färgjämförelser tilldelades den spektraltyp B och beskrevs som relaterad till P Cygni-variablerna. Observationer från 1960 till 1970 visade oregelbundna variationer i B-magnituden (blå) mellan 15,5 och 17,6, med visuella magnituder något ljusare. Det första detaljerade spektrumet publicerades 1975.

## Spektrum
AE Andromedae har ett säreget emissionslinjespektrum som beskrivs som mycket likt Eta Carinae, troligen på grund av en tät stjärnvind. När det är i vila liknar spektrumet sena Of- eller WN-stjärnors.
AF Andromedae har framträdande tillåtna och förbjudna Fe II- och vätelinjer i dess emissionsspektrum, såväl som svagare He I-linjer. Variabiliteten och avsaknaden av absorptionslinjer trotsar en normal spektralklassificering, men det föreslogs att den kan ligga nära klass A.
Fe II-linjen på 250,7 nm har ovanligt stark emission. Samma egenskap i Eta Carinaes spektrum har tillskrivits en UV-laser.

## Egenskaper
AF Andromedae var den ljusaste stjärnan i M31 när den först upptäcktes under ett utbrott, med en skenbar magnitud på runt 15, över en miljon gånger ljusare än solen. 
Stjärnans massa har inte beräknats explicit, men den här typen av stjärna är massiv, vanligtvis 50–120 solmassor.